# 徐無黨
徐無黨（1024年—1086年），初名光，浙江永康五崗塘村人。
北宋皇祐五年（1053年）省試第一，賜進士出身。初任郡教授，升著作郎。轉任政和殿學士。徐無黨少年隨文學家歐陽修學古文辭，天資聰穎、刻苦勤學。文章條理通暢，氣勢磅礴，深受歐陽修喜愛。歐陽修在〈送徐無黨南歸序〉稱讚他：「其文日進，如水涌山出，其馳騁之際，非常人筆力可到。」「予欲摧其盛氣而勉其思也，故於其歸，告以是言。然予固亦喜為文辭者，亦因以自警焉。」後來歐陽修撰《新五代史》，交徐無黨加以註解，旨在解釋《春秋》筆法。黃宗羲《宋元學案》卷四《廬陵學案》載：“徐無黨，永康人，從歐陽永叔學古文詞。嘗注《五代史》，妙得良史筆意。”著作不多見，《金華經籍志》卷六《五代史注》條下胡宗懋按語：“無黨嘗謂吾文自足附吾師《五代史》以傳，何以多為哉？”。元冶元年（1086年），卒。